# Somitogênese
Somitogênese é um processo dependente de tempo e espaço que dá origem aos Somito
Uma característica dos vertebrados é a formação de segmentações ao longo do corpo, isso acontece no começo do desenvolvimento embrionário e perdura até a vida adulta. Os somitos são formados durante a gastrulação, podemos encontrá-los ao lado da notocorda formando segmentações ao longo de todo o corpo.
Os somitos são responsáveis pela formação das vértebras, músculo esquelético e algumas partes da derme.
Durante a somitogênese a mesoderme pré-somitica, que fica nos dois lados da notocorda, se divide no sentido ântero-posterior e forma uma série de tecidos epiteliais esféricos, que são os chamados: somitos. Antes de observarmos a formação dos somitos já temos estudos de que há uma estrutura chamada somitômeros, que são os precursores dos somitos e já apresentam segmentação.
A segmentação é feita por um "relógio", ele quem regula essa segmentação, ele faz isso pela expressão de mRNA dos genes do "relógio". A expressão é feita pelos células, onde individualmente, elas ligam e desligam os genes de maneira sincronizada.
Já existem evidências de que FGF, Wnt e Notch agem nos controles das ocilações. Os limites de formação dos somitos são feitos por FGF-8, que formam uma onda na parte anterior da célula que causa a formação dos somitos e sua separação do somito anterior.
O modelo “clock-and-wavefront” foi proposto por Cooke e Zeeman em 1976  , eles propuseram que há uma segmentação periódica da mesoderme pré-somítica em forma de oscilações intracelulares leves. Após a proposta de Cooke e Zeeman, vários modelos já foram propostos em adição a este, sendo que a maior implementação ao modelo foi a um modelo matemático ID.
Após o somito ser feito ele começa a amadurecer e então a diferenciar, assim dando origem a novos tecidos: dermátomo, miótomo e esclerótomo.
O dermátomo dá origem a diferentes células. A parte dorsal continua como célula epitelial enquanto a ventral dá origem aos miótomos, que então dão origem aos músculos. Já o esclerótomo dá origem ao esqueleto.

## Patologias
Se há a alteração por mutações congênitas ou por qualquer fator mutagênico e isso causa uma alteração na morfologia do embrião, na qual há a alteração da formação dos somitos podemos ter como patologia: deformações na estrutura do esqueleto ou deformações nos músculos.